# Wenlock Olympian Society Annual Games
Gli Wenlock Olympian Society Annual Games ("Giochi annuali della società olimpica di Wenlock" in italiano) sono manifestazioni multi-sportive di Much Wenlock, nella contea di Shropshire, Inghilterra. Quelli del 2008 furono i 122°.

## Storia
Nel 25 febbraio 1850, la Wenlock Agricultural Reading Society ha deliberato di istituire una classe denominata La classe olimpica "per la promozione dello sviluppo morale, fisico e intellettuale degli abitanti della città e dei sobborghi di Wenlock, specialmente della classe operaia, per la promozione di attività ricreative all'esterne". Il segretario della società, che progettò i giochi annuali della società olimpica, era William Penny Brookes. Il primo incontro si tenne nel circuito di Wenlock il 22-23 ottobre 1850.
Nel 1859, inviò £10 ad Atene come un premio per il miglior corridore della gara più lunga dei giochi olimpici di Zappas. Il Premio Wenlock è stato il più grande premio in offerta ed è stato vinto da Velissarios Petros di Smirne, nell'Impero ottomano.
Nel 1860, la classe divenne la Società olimpica Wenlock e il dott. Brookes adottò alcune gare di atletica leggera dei Giochi di Atene 1859 e li aggiunse al programma dei Giochi olimpici.
Il barone Pierre de Coubertin visitò nel 1890, che tenne una festa speciale in suo onore. Brookes venne invitato al congresso olimpico del 1894 a Parigi, in cui venne stabilito il Comitato Olimpico Internazionale, anche se non vi poté partecipare per motivi di salute. I "giochi olimpici di Wenlock" continuarono ad intermittenza, dopo la sua morte nel 1896, con risvegli significativi nel 1950 e nel 1977.
La serie attuale è in corso dal 1977 e ha ricevuto il riconoscimento ufficiale da parte del CIO e l'Associazione olimpica britannica, esemplificate dalle visite della Principessa Reale per la AOB nel 1990 e di Juan Antonio Samaranch per il CIO nel 1994.